# Ghost Days
Albums de Syd Matters
Everything Else
(2007) Brotherocean
(2010)
Ghost Days est le troisième album studio de Syd Matters, sorti le 14 janvier 2008 chez Third Side Records/Because Music.

## Liste des pistes
1. Everything Else (4 min 45 s)
2. I Was Asleep (3 min 19 s)
3. Ill Jackson (4 min 24 s)
4. It's A Nickname (5 min 06 s)
5. Ghost Days (1 min 42 s)
6. My Lover's On The Pier (4 min 22 s)
7. Cloudflakes (3 min 06 s)
8. After All These Years (3 min 18 s)
9. Louise (4 min 43 s)
10. Big Moon (4 min 59 s)
11. Anytime Now! (3 min 59 s)
12. Me And My Horses (6 min 28 s)
13. Nobody Told Me (4 min 21 s)